# Nederlands Hervormde Kerk (Hoek)
Nederlands Hervormde Kerk is een kerk aan de Langstraat 6 in de plaats Hoek van de Nederlandse gemeente Terneuzen (provincie Zeeland). De kerk en toren zijn een vervanging van een eerdere kerk die op dezelfde plaats was gelegen. Het ontwerp van de bakstenen kerk met fronttoren in naar waterstaatsstijl verwijzende stijl werd geleverd door bouwkundige L. de Bruijne. In 1900 werd de toren vervangen en in 1905 volgde de kerk. De verschillende bouwfasen zijn te onderscheiden doordat het toegepaste baksteen iets verschilt.
De kerk heeft sinds 1997 de status rijksmonument. In de kerk staat een eikenhouten preekstoel uit 1760 die afkomstig is uit de oude kerk. De glas in loodramen achter de preekstoel stammen uit 1959 en hebben geen monumentale status.

## Brand en herbouw
Op 1 januari 2015 werd de kerk door een brand met veel rookontwikkeling grotendeels verwoest. De toren en interieur gingen verloren. Alleen het onderste deel van de toren en de kerkmuren stonden nog overeind.  De oorzaak van de brand werd nooit achterhaald. In 2016 werd op deze locatie de kerk herbouwd. De kerk kreeg een modern interieur en het aantal zitplaatsen ging omlaag van 400 naar ruim 100. Ook zitten de kerkgangers de andere kant op, van met de rug naar het orgel naar kijkend naar het orgel. In de toren is een klein mortuarium gerealiseerd waar inwoners van Hoek kunnen worden opgebaard. Het dak is voorzien van zonnepanelen.

## Foto's

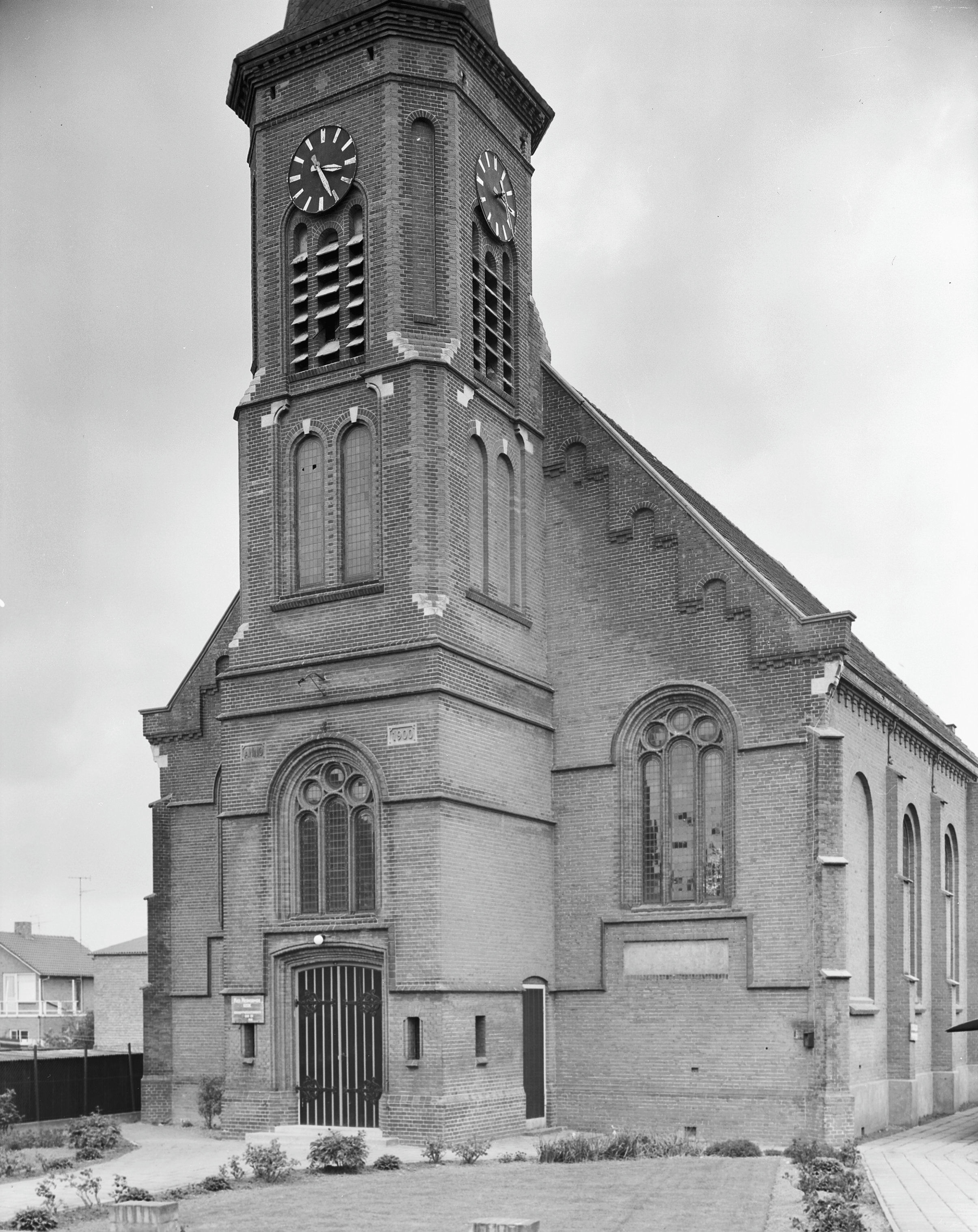
Voorgevel van de kerk, foto uit 1967
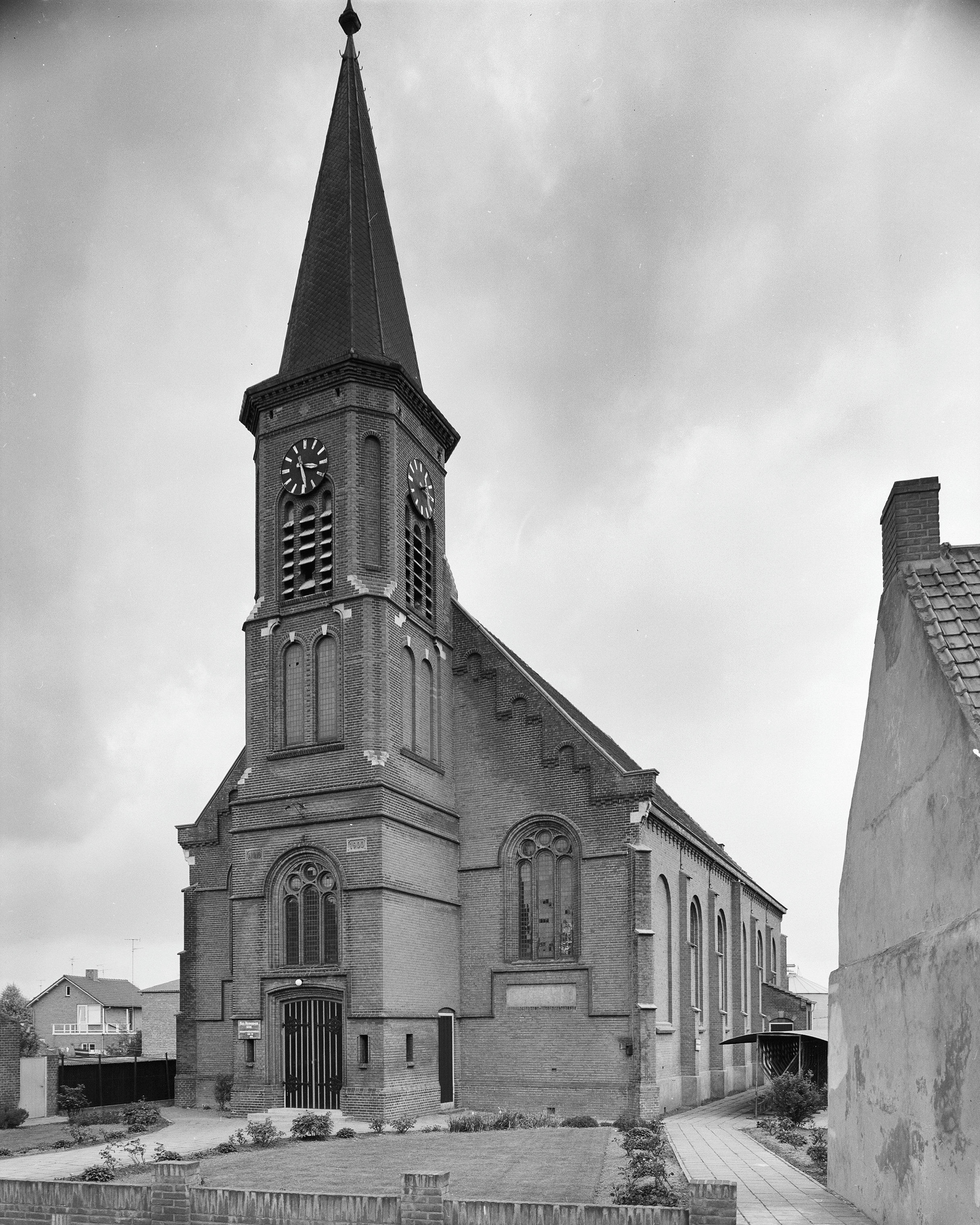
Westgevel van de kerk, foto uit 1967
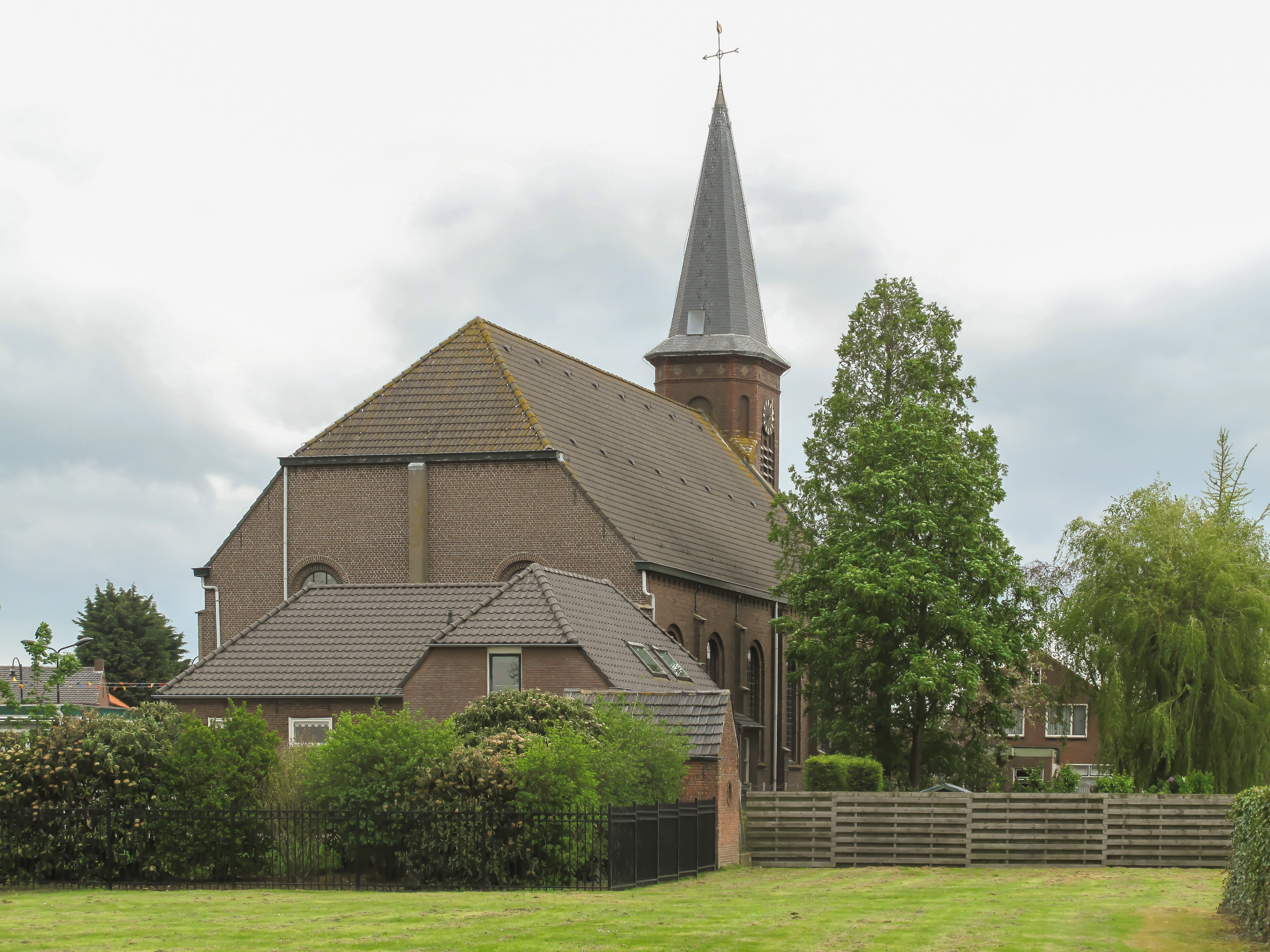
Kerk, foto uit 2013